# Оптический передатчик
Оптический передатчик (англ. optical transmitter) — устройство, преобразующее входной электрический сигнал в выходной оптический сигнал, предназначенный для передачи по оптической передающей среде.

## Описание

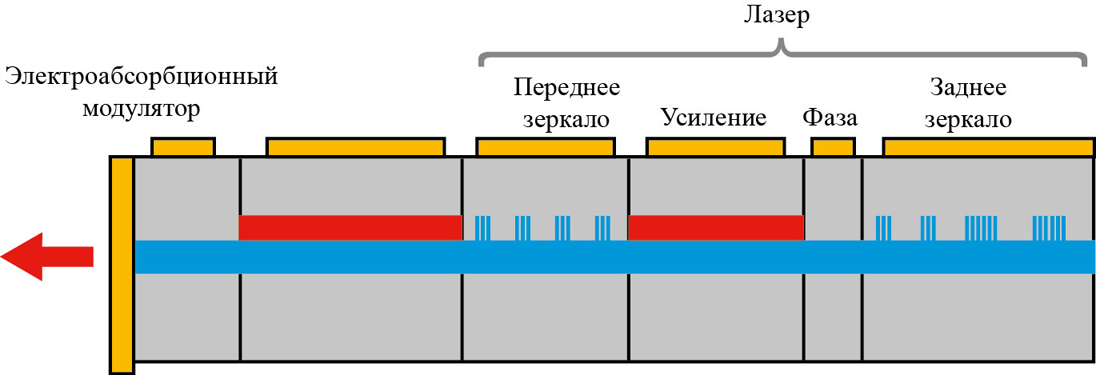
Схема интегрированного моноблочного оптического передатчика на основе перестраиваемого лазера с внешним модулятором и усилителем

Оптические передатчики содержат источники оптического излучения и устройства, осуществляющие модуляцию оптического излучения в соответствии с управляющим электрическим сигналом. По способу модуляции оптические передатчики делятся на передатчики с прямой (внутренней) и внешней модуляцией.
В оптических передатчиках с прямой модуляцией мощность излучения источника света модулируется электрическим током питания. Важнейшее достоинство таких передатчиков — простота конструкции. Недостатками передатчиков с прямой модуляцией являются ограниченное быстродействие (скорость передачи информации в цифровых системах связи) и возможность использования только одного параметра (мощности) световой волны для модуляции. В качестве источников излучения в передатчиках с прямой модуляцией используются светодиоды или лазеры с прямой модуляцией.
В оптических передатчиках с внешней модуляцией непрерывное оптическое излучение модулируется внешним модулятором, управляемым информационным электрическим сигналом. Источниками излучения в таких передатчиках, как правило, являются узкополосные одномодовые непрерывные полупроводниковые лазеры: РОС-лазеры или РБО-лазеры.
Это обеспечивает формирование оптического сигнала с минимальной шириной спектра. Кроме того, в передатчиках с внешней модуляцией для кодирования информации наряду с модуляцией амплитуды (мощности) используется модуляция и других параметров световых волн: фазы, частоты и поляризации, а также их комбинации. Передатчики с внешней модуляцией используются в системах дальней связи, в которых требования к качеству оптического сигнала максимальны. Наиболее широко используемыми в системах связи типами модуляторов являются модуляторы Маха-Цандера и электроабсорбционные модуляторы.
В системах связи со спектральным мультиплексированием (DWDM) используются передатчики с перестраиваемой длиной волны излучения. Для увеличения мощности оптического сигнала в состав оптических передатчиков могут быть включены оптические усилители.
Передатчики цифровых волоконно-оптических систем связи часто изготавливаются в одном корпусе с приёмниками, образуя приёмопередающие оптические модули, или транспондеры.